# アニバーサリー (映画)
『アニバーサリー』 (Anniversary) は、2016年に公開された日本の映画。

## 概要
「記念日＝アニバーサリー」をテーマに幅広い分野で活躍する監督陣と脚本陣がタッグを組み、5つの物語を紡ぐ、メディコム・トイ設立20周年アニバーサリー映画。
監督陣には『踊る大捜査線』の本広克行監督、ももいろクローバーZのLIVE演出などを手掛ける佐々木敦規監督、THE YELLOW MONKEYやAKB48などのMVを手掛ける高橋栄樹監督、萩原健太郎監督、森谷雄監督、計5名の監督がメガホンを撮った意欲作として話題にもなった。

## ストーリー・キャスト
「ハッピーバースデー」 
監督：佐々木敦規　脚本：三芳和幸

出演：若葉竜也（主演）、鈴木福（主演）、玉井詩織（ももいろクローバーZ）、飯塚悟志（東京03） ほか
チンピラの健司（若葉竜也）が、スーパーで万引きをしようとしている所、

小学生の大輝（鈴木福）と出会う。健司は、万引きが店員に見つかり、追いかけられ逃げ惑う。

そんな時、車の中から大輝に手招きされ、思わずその車に飛び乗る健司。

そして、大輝に言われるがままに車を発進させることになるが…。
「生日快樂十分幸福」
監督：本広克行　構成：土城温美

出演：小橋めぐみ（主演）、青木崇高（主演）
とある映画監督（青木崇高）が「アニバーサリー」をテーマにした映画を撮る為に、台湾へやってきたが、全く内容が決まっていない！

そんな彼の元に一人の女性（小橋めぐみ）が現れる。彼女を主人公にした映画を撮ろうと決めるのだが…。
「記念日が行方不明」
監督：高橋栄樹　脚本：狗飼恭子

出演：伊藤万理華（乃木坂46）（主演）、栗原類（主演）、川久保拓司、中村靖日 ほか
絢子（伊藤万理華（乃木坂46））の手帳にはたくさんの記念日が書いてある。

初めてチョコミントを食べた日、初めて告白された記念日、インコを飼育し始めた日なども書かれている。

しかし、今日の日付の欄だけ、ぽつんと空欄になっている。記念日が一つもない日なんてあるはずがないのに。

ふと気付くと絢子は知らない列車に乗っていた。そして、怪しい男（栗原類）に案内されながら不思議な旅が始まった—。
「五十年目のシンデレラ」
監督：萩原健太郎　脚本：土城温美

出演：中村嘉葎雄（主演）、松原智恵子（主演）、音尾琢真
「見せたいところがあるんです」と年老いた男（中村嘉葎雄）は、上品そうな女性（松原智恵子）と共にゆっくりと歩き出す。

年老いた男は公園、美容室、肉屋などを紹介しながら、こぢんまりとした街の中を歩き続ける。

そして、二人は匂いに誘われてとある喫茶店に入り、一杯ずつコーヒーを飲むのだが…。
「＃地上300ｍのタダオ」
監督：森谷雄　脚本：北川亜矢子

出演：淵上泰史（主演）、入山法子（主演）、上地春奈、永野宗典、本多力
売れない芸人の忠雄（淵上泰史）とデザイナーの晴子（入山法子）は、付き合い始めて5年になる。

そして、5年目の記念日にひょんなことから喧嘩をしてしまい、忠雄は家を出て行ったきり、戻ってこなくなる。

数日後、晴子の元に忠雄から「大事な話があるから、朝一で栃木に来て欲しい」と連絡があるが…。
オープニング・エンディング
出演：トータス松本（ウルフルズ）

## スタッフ
- 監督：佐々木敦規、本広克行、高橋栄樹、萩原健太郎、森谷雄
- 脚本：三芳和幸、土城温美、狗飼恭子、北川亜矢子、ますもとたくや
- 音楽：トータス松本 by the courtesy of WARNER MUSIC JAPAN INC.
- 製作：赤司竜彦／メディコム・トイ
- エグゼクティブプロデューサー：須賀泉水
- 総監督：本広克行
- プロデュース：森谷雄
- 製作プロダクション：プロダクション I.G、アットムービー
- 配給：ティ・ジョイ

## 主題歌
- トータス松本「ふたりディ！」

## 出品映画祭
- さぬき映画祭
- 湖畔の映画祭
- とよはし映画祭